# Welterbe in Marokko
Zum Welterbe in Marokko gehören (Stand 2018) neun UNESCO-Welterbestätten, alles Stätten des Weltkulturerbes. Marokko hat die Welterbekonvention 1975 ratifiziert, die erste Welterbestätte wurde 1981 in die Welterbeliste aufgenommen. Die bislang letzte Welterbestätte wurde 2012 eingetragen.

## Welterbestätten
Die folgende Tabelle listet die UNESCO-Welterbestätten in Marokko in chronologischer Reihenfolge nach dem Jahr ihrer Aufnahme in die Welterbeliste (K – Kulturerbe, N – Naturerbe, K/N – gemischt, (G) – auf der Liste des gefährdeten Welterbes).
| Bild                                             | Bezeichnung                                      | Jahr | Typ | Ref. | Beschreibung |
| ------------------------------------------------ | ------------------------------------------------ | ---- | --- | ---- | --- |
| (weitere Bilder)                                 | Medina von Fès                                   | 1981 | K   | 170  | |
| Medina von Marrakesch                            | Medina von Marrakesch                            | 1985 | K   | 331  | mit Djemaa el Fna sowie Agdal-Gärten und Menara-Garten |
| (weitere Bilder)                                 | Befestigte Stadt Aït-Ben-Haddou (Lage)           | 1987 | K   | 444  | |
| Medina von Meknès                                | Medina von Meknès                                | 1996 | K   | 793  | |
| (weitere Bilder)                                 | Ausgrabungsstätte Volubilis (Lage)               | 1997 | K   | 836  | |
| Medina von Tétouan (Titawin)                     | Medina von Tétouan (Titawin)                     | 1997 | K   | 837  | |
| Medina von Essaouira (früher Mogador)            | Medina von Essaouira (früher Mogador)            | 2001 | K   | 753  | |
| Die Portugiesische Stadt Mazagan (El Jadida)     | Die Portugiesische Stadt Mazagan (El Jadida)     | 2004 | K   | 1058 | |
| Rabat – moderne Hauptstadt mit historischem Kern | Rabat – moderne Hauptstadt mit historischem Kern | 2012 | K   | 1401 | Neben der Altstadt (Medina) von Rabat gehören zum Welterbe die Ville Nouvelle, die Kasbah Oudaias, der Jardin d’Essais, die almohadische Stadtmauer mit den Stadttoren, die Ausgrabungsstätte Chellah, die Hassan-Moschee (mit dem Hassan-Turm) und das Mausoleum von Mohammed V. sowie das Quartier Habous de Diour Jamaâ. |

## Tentativliste
In der Tentativliste sind die Stätten eingetragen, die für eine Nominierung zur Aufnahme in die Welterbeliste vorgesehen sind.

### Aktuelle Welterbekandidaten
Mit Stand 2018 sind 13 Stätten in der Tentativliste von Marokko eingetragen, die letzte Eintragung erfolgte 2016.
Die folgende Tabelle listet die Stätten in chronologischer Reihenfolge nach dem Jahr ihrer Aufnahme in die Tentativliste.
| Bild                                                                         | Bezeichnung                                                                         | Jahr | Typ | Ref. | Beschreibung |
| ---------------------------------------------------------------------------- | ----------------------------------------------------------------------------------- | ---- | --- | ---- | --- |
| (weitere Bilder)                                                             | Moulay Idris Zerhoun (Lage)                                                         | 1995 | K   | 450  | Moulay Idris ist eine durch Idris I., den Gründer des islamischen Staates Marokko, gegründete Stadt im Gebiet des Jbel Zerhoun. Hier befindet sich auch das Mausoleum von Idris I. |
| (weitere Bilder)                                                             | Taza und die Große Moschee (Lage)                                                   | 1995 | K   | 451  | Taza ist eine um das Jahr 700 gegründete Stadt. Unter den Bauwerken ragen besonders die Befestigungsanlagen und die Große Moschee heraus.                                          |
| (weitere Bilder)                                                             | Moschee von Tinmal (Lage)                                                           | 1995 | K   | 452  | Neben der nur wenig älteren Moschee von Taza gilt die teilweise restaurierte Moschee von Tinmal als Prototyp aller almohadischen Moscheen                                          |
| (weitere Bilder)                                                             | Stadt Lixus (Lage)                                                                  | 1995 | K   | 456  | Ruinenstätte einer phönizischen, später römischen Stadt |
| El Gour                                                                      | El Gour (Lage)                                                                      | 1995 | K   | 458  | Grabmal eines Berberfürsten |
| (weitere Bilder)                                                             | Grotte von Taforalt (Lage)                                                          | 1995 | K   | 459  | Die Ausgrabungen enthalten Spuren der Kultur Ibéromaurusien. |
| (weitere Bilder)                                                             | Naturpark Talassemtane (Lage)                                                       | 1998 | N   | 1179 | |
| Gebiet des Ajgal-Drachenbaums                                                | Gebiet des Ajgal-Drachenbaums (Lage)                                                | 1998 | N   | 1180 | |
| (weitere Bilder)                                                             | Lagune von Khenifiss (Lage)                                                         | 1998 | N   | 1182 | |
| Nationalpark Dakhla                                                          | Nationalpark Dakhla                                                                 | 1998 | N   | 1183 | |
| Oase von Figuig                                                              | Oase von Figuig (Lage)                                                              | 2001 | K   | 5625 | |
| Casablanca, Stadt des 20. Jahrhunderts, Schnittpunkt verschiedener Einflüsse | Casablanca, Stadt des 20. Jahrhunderts, Schnittpunkt verschiedener Einflüsse (Lage) | 2013 | K   | 5848 | |
| Oasenkette von Tighmert, Prä-Sahara-Region von Wad Noun                      | Oasenkette von Tighmert, Prä-Sahara-Region von Wad Noun                             | 2016 | K   | 6159 | |

### Ehemalige Welterbekandidaten
Diese Stätten standen früher auf der Tentativliste, wurden jedoch wieder zurückgezogen oder von der UNESCO abgelehnt. Stätten, die in anderen Einträgen auf der Tentativliste enthalten oder Bestandteile von Welterbestätten sind, werden hier nicht berücksichtigt.
| Bild                                            | Bezeichnung                                            | Jahr      | Typ | Ref. | Beschreibung |
| ----------------------------------------------- | ------------------------------------------------------ | --------- | --- | ---- | --- |
| (weitere Bilder)                                | Belyounech (Lage)                                      | 1985–1994 | K   |      | |
| (weitere Bilder)                                | Chefchaouen (Lage)                                     | 1985–1994 | K   |      | |
|                                                 | Draa Bani im hohen Atlas                               | 1985–1994 | ?   |      | |
| Salé mit der muslimischen Nekropole von Chellah | Salé mit der muslimischen Nekropole von Chellah (Lage) | 1995–2012 | K   |      | umfasste die Stadt Salé am nördlichen Ufer des Bou-Regreg und die auf der anderen Flussseite in der Stadt Rabat gelegene Totenstadt Chellah, die 2012 als Bestandteil von Rabat – moderne Hauptstadt mit historischem Kern in das Welterbe aufgenommen wurde (Ref. 1401). |
|                                                 | Aghbar                                                 | 2002–2005 | K   |      | |
|                                                 | Toubkal                                                | 2005–2006 | N   |      | |